# Markéta Sidková (lukostřelkyně)
Markéta Sidková (* 31. prosince 1986 Ostrava) je česká paralympijská sportovkyně specializující se na lukostřelbu. Na Hrách konaných roku 2008 v Pekingu vybojovala v družstvech bronzovou paralympijskou medaili. Při zahájení Her navíc nesla českou vlajku.

## Život
Když jí bylo třináct let (2000), chystala se jedno ráno do školy. Najednou však pocítila silné bolesti a poté již se svýma nohama sama nepohnula. Musela se tak spolehnout na invalidní vozík. Čekala ji dlouhá rehabilitace a po jejím absolvování se mohla vrátit domů. Následně jednou vyrazila do kina na snímek Pán prstenů: Společenstvo Prstenu. Jeho prostřednictvím se rozvzpomněla na zážitky z dětství, kdy se ve hrách věnovala také lukostřelbě. Chtěla si ji opět vyzkoušet. Zjistila, že se této zálibě lze věnovat i sportovně, a tak jí její maminka našla klub v ostravských Mariánských Horách, ve kterém se od 1. února 2002 začala pod vedením trenérky Dany Masárové připravovat.
Postupem času se ovšem u ní projevily při sportovním výkonu zdravotní obtíže, které se projevovaly třesem vedoucím ke zhoršení lukostřeleckých výkonů. Sidková se domnívala, že bude muset se střílením skončit. Její partner jí ale poradil, ať místo pravé ruky zkusí střílet rukou levou. Přeučila se na opačnou stranu a to jí z obtíží při lukostřelbě pomohlo. Přibližně po dvou letech od změny se dostala dokonce na vyšší úroveň, než jakou měla coby pravačka.
V roce 2018 studovala učitelství cizích jazyků na Masarykově univerzitě v Brně.